# Bess Armstrong
Elizabeth Key Armstrong (Baltimore, 11 de diciembre de 1953), más conocida como Bess Armstrong, es una actriz estadounidense.

## Biografía
Nació en la ciudad de Baltimore, en el estado de Maryland. Siendo hija de dos profesores, se graduó de la Universidad de Brown como profesora de latín y teatro. Mientras estuvo estudiando participó en más de cien obras escolares. Su otra pasión aparte de actuar era el violín. En 1983 se casó con Chris Carreras, sin embargo la relación no fue muy buena y se divorció al año siguiente.
Pero actualmente en 1985, se casó con el productor John Fiedler y tuvo tres hijos con él: Lucy, Luke y Samuel. Lucy falleció seis mese después de haber nacido.
En el ámbito profesional, inició desde muy pequeña pues en su familia todos sentían pasión por la música y la actuación, de hecho su padre era maestro de inglés y el dirigió casi todas las obras en las que ella participó. Empezó en la televisión en la serie On our own, en la que interpretó a una secretaria promovida a directora de arte, posteriormente siguió apareciendo en series de televisión y películas para televisión.
Su gran oportunidad llegó en 1983, cuando aparece en la película High Road to China (La gran ruta hacia China) y protagoniza Tiburón 3 al lado de Dennis Quaid. Recientemente apareció en la serie Castle.

## Filmografía

### En Televisión
- How to pick up girl! (1978) (Película)... Sally Claybrook
- Vacaciones en el mar (1978)... Laura Stanton
- Getting married (1978) (Película)... Kristine Lawrence
- On our own (1978)... Julia Peters
- Undécima víctima (1979) (Película)... Jill Kelso
- Caminando a través del fuego (1979) (Película)... Laurel Lee
- The great space coaster (1981)
- Barefoot in the park (Película)... Corie Bratter
- This girls for hire (1983) (Película)... B.T. Brady
- Lazos secretos/Tres destinos (1984) (Película)... Judy Hale
- All is forgiven (1986)... Paula Winter Russell
- Married people (1991)... Elizabeth Meyers
- Cuentos de la cripta (1992)... Erma (Episodio ¿Qué se está cocinando?)
- Batman (1993)... Clío
- Es mi vida (1994)... Patty Chase
- La última escapada (1994)(Película)... Connie
- Los asesinatos de mamá (1994)(Película)... Eugene
- Mixed Blessings (1995) (Película)... Pilar Graham Coleman
- Stolen Innocence (1995) (Película)... Becky Sapp
- Violación en el ejército (1995) (Película)... Barbara
- Christmas Every Day (1996) (Película)... Molly Jackson
- She Cried No (1996) (Película)... Denise Connell
- Una hija perfecta (1996) (Película)... Jill Michaelson
- Forgotten Sins (1996) (Película)... Roberta 'Bobbie' Bradshaw
- Forever Love (1998) (Película)... Gail
- La niñera (1998)... Sarah Sheffield
- Tocados por un ángel (1998)... Mary
- Buenos días Miami (2002)... Louise Messinger
- That was then (2002)... Mickey Glass
- El marido de mi mejor amiga (2002) (Película)... Mandy Roberts
- Frasier (2004)... Kelly Kirkland
- Boston legal (2008)... Penelope Kimball
- Mentes criminales (2009)... Sheila Hawkes
- Castle (2010)... Paula Casillas
- One three hill (2010)... Lydia
- Conviction (2016)... Harper Morrison

### Cine
- Las cuatro estaciones (1981)... Ginny Newley
- Jekyll y Hyde... Hasta que la risa nos separe (1982)... Mary Carew
- Tiburón 3 (1983)... Kathryn Morgan
- La gran ruta hacia China (1983)... Eve "Evie" Tozer
- La casa de Dios (1984)... Cissy Anderson
- Nada en común (1986)... Donna Mildred Martin
- Un detective con mucha vista (1989)... Hermana Elizabeth
- Mother, mother (1989)... Kate Watson
- Magia del corazón (1993)... Maggie
- El amante ideal (1993)... Elaine
- Un gato del FBI (1997)... Judy Randall
- Pecker (1998)... Dr. Klompus
- When it clicks (1998)
- Diamond men (2000)... Katie Harnish
- Corporate affairs (2008)... Emily Parker
- Next of Kin (2008)... Susan